# Подковник хохлатый
Подковник хохлатый (лат. Hippocrepis comosa) — вид растений из рода Hippocrepis, семейства бобовых (Fabaceae).

## Ботаническое описание

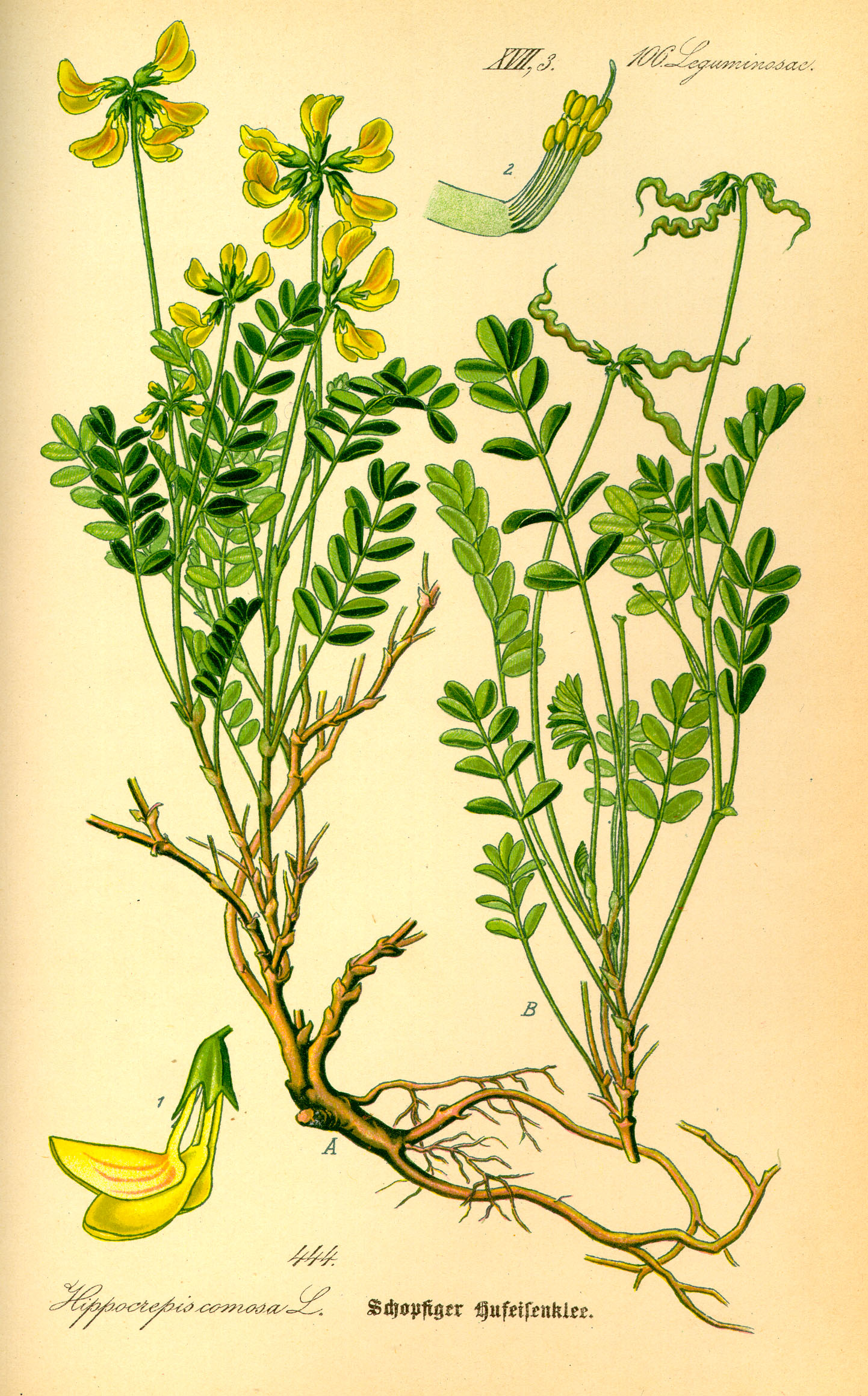

Многолетнее травянистое растение высотой от 8 до 25 см с многочисленными, ветвистыми, распростёртыми или восходящими стеблями, которые часто несколько одревесневают у основания и достигают длины от 5 до 30, редко до 60 см. Экземпляры с одревесневшими у основания осями побегов некоторые авторы считают разновидностью, Hippocrepis comosa var. alpina Rouy.
Очередные листья разделены на черешки и листовые пластинки. Черешок относительно длинный. Бесчерешковая листовая пластинка содержит от четырёх до восьми, реже только три пары листочков. Короткочерешковые листочки редко от 2 до 15 мм длиной, обычно от 5 до 15 мм шириной, от обратнояйцевидной до линейной формы.Листочки почти голые или густо опушенные волосками с нижней стороны. Два прилистника не сросшиеся (только коротко с черешком) и намного меньше листочка.
Стебель соцветия очень длинный, может в четыре раза быть длиннее листьев. Головчатое, зонтичное соцветие редко содержит только два, обычно от пяти до двенадцати кивательных цветков. Цветоножка короче чашечки.
Гермафродитные, душистые цветки зигоморфные, пятилепестковые с двойным околоцветником. Зубцы чашечки треугольные, верхние значительно длиннее нижних. Венчик длиной от 7 до 10, редко до 14 мм и имеет типичную форму мотылькового типа. Жёлтые лепестки часто имеют коричневатые прожилки.
Узловатые или торчащие ножки длиной от 15 до 30 мм и шириной от 2 до 3 мм, узкие и плоские, с подковообразными сегментами.
Число хромосом x = 7; встречается диплоидия или тетраплоидия с числом хромосом 2n = 14 или 28.
Видовой эпитет comosa означает «гребенчатый».

## Экология и фенология
Зимнезелёный гемикриптофит или древесный хамефит, укореняющийся на глубине до 60 см.
Хотя кажется, что опылители могут добраться до нектара через щель в боковой части цветка, этому препятствует пластинка, закрывающая нектар. В результате хоботок опылителей — шмелей, пчёл и бабочек — может проникнуть только мимо рыльца и пыльников, обеспечивая тем самым опыление. Шмели могут проникнуть внутрь цветка. Кроме шмелей и медоносных пчел, в качестве опылителей упоминаются пчёлы (из рода Osmia), а также бабочки в Альпах и Пиренеях Жёлтые лепестки часто снабжены коричневатыми прожилками, которые служат насекомым цветовыми маркерами.
Период цветения приходится на май (или апрель-сентябрь в зависимости от места произрастания). Плоды созревают в августе.
При созревании плоды распадаются на четыре-шесть субфруктов, подковообразной формы, весят около 4 мг и содержат по одному серповидному семени. Семена распространяют козы и серны.

## Распространение и охранный статус
Широко распространен в Южной и Центральной Европе, включая Альпы. Имеются данные о местонахождении в Германии, Австрии, Лихтенштейне, Швейцарии, Италии, Сардинии, Монако, Корсике, Франции, Бельгии, Люксембурге, Нидерландах, Великобритании, Венгрии, бывшей Чехословакии, бывшей Югославии, Болгарии, Румынии, Албании, Греции, Испании, Гибралтаре, Андорре, Украине и Крыму.
Встречается на солнечных известковых лугах, на грубых пастбищах, вдоль тропинок и насыпей, на земляных трещинах и в карьерах, а также в редких сухих сосновых лесах.
В Альпах произрастает вблизи Херманн-фон-Барт-Хютте в Тироле на высоте до 2030 метров, в Штирии — до 2100 метров, в Тироле — до 2200 метров, в Энгадине — до 2500 метров и в Вале — до 2800 метров.
Поскольку Hippocrepis comosa широко распространён, МСОП классифицирует вид как «не находящийся под угрозой исчезновения». В Красной книге исчезающих видов растений Германии Hippocrepis comosa классифицируется как V = «Vorwarnliste».

## Использование
Хорошее кормовое растение, которое особенно любят овцы. Однако оно не культивируется.